# Saint-Christophe-sur-Guiers
Saint-Christophe-sur-Guiers ist eine französische Gemeinde mit 836 Einwohnern (Stand: 1. Januar 2022) im Département Isère in der Region Auvergne-Rhône-Alpes. Sie gehört zum Arrondissement Grenoble und zum Kanton Chartreuse-Guiers. Die Einwohner werden Saint-Christolin(ne)s genannt.

## Geographie
Die Gemeinde Saint-Christophe-sur-Guiers liegt rund 26 Kilometer nördlich von Grenoble und 27 Kilometer südwestlich von Chambéry im Chartreuse-Gebirge. Am nördlichen Gemeinderand bildet der Fluss Guiers Vif eine tiefe Schlucht und markiert die Grenze zum Département Savoie. Der Gipfel des Petit Som ist mit 1761 m über dem Meer der höchste Punkt in der Gemeinde
Umgeben wird Saint-Christophe-sur-Guiers von den Nachbargemeinden Saint-Christophe im Norden, Corbel im Norden und Nordosten, Saint-Franc im Nordosten, Saint-Pierre-d’Entremont (Savoie) im Nordosten und Osten, Saint-Pierre-d’Entremont (Isère) im Osten und Südosten, Saint-Pierre-de-Chartreuse im Süden, Saint-Laurent-du-Pont im Südwesten, Entre-deux-Guiers im Westen sowie Les Échelles im Westen und Nordwesten. Das Gemeindegebiet liegt im Regionalen Naturpark Chartreuse.

## Bevölkerungsentwicklung
| Jahr                       | 1962 | 1968 | 1975 | 1982 | 1990 | 1999 | 2006 | 2012 | 2021 |
| Einwohner                  | 521  | 442  | 430  | 599  | 709  | 720  | 766  | 866  | 824  |
| Quellen: Cassini und INSEE |      |      |      |      |      |      |      |      |      |

## Sehenswürdigkeiten

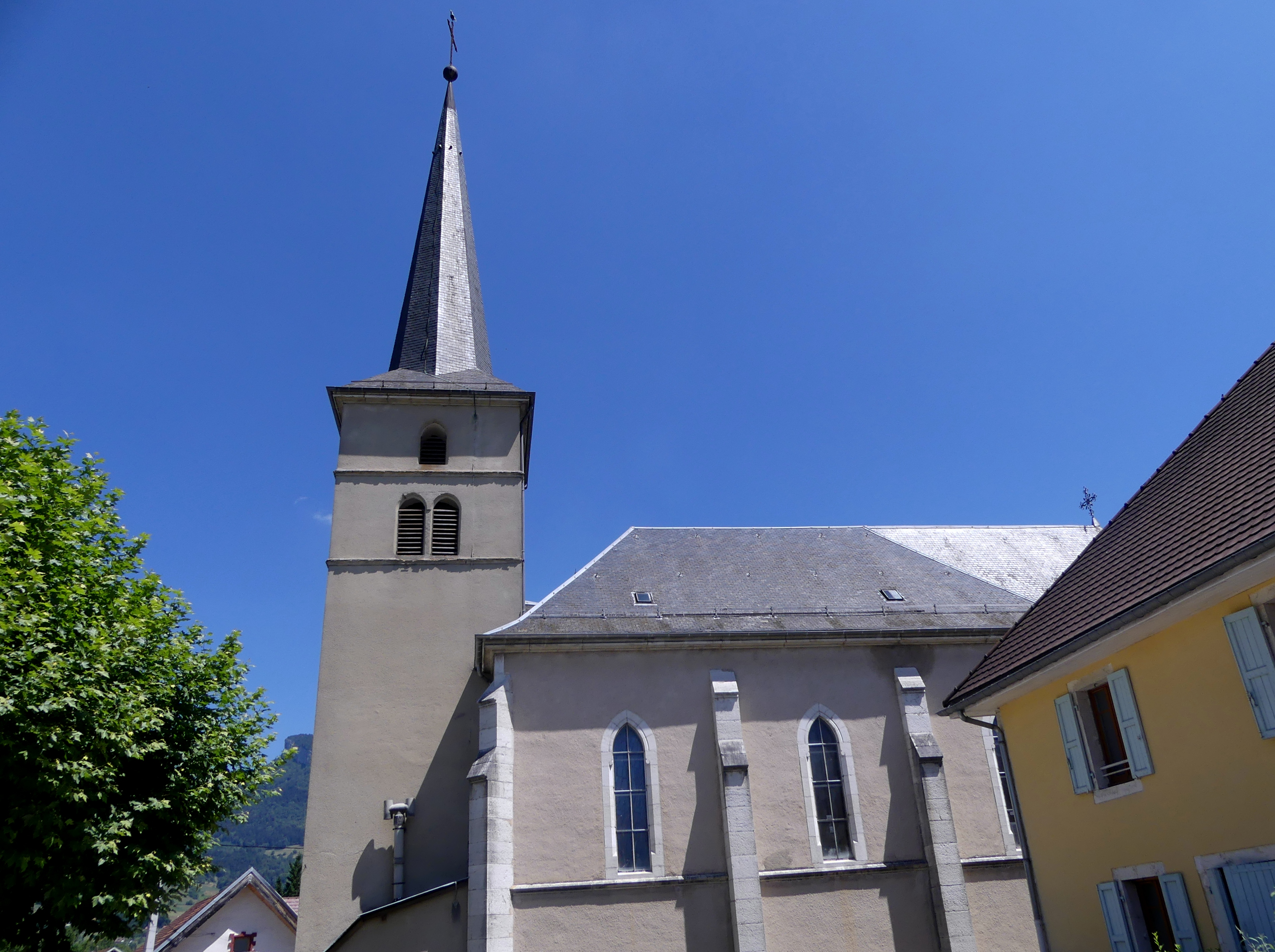
Kirche Saint-Christophe
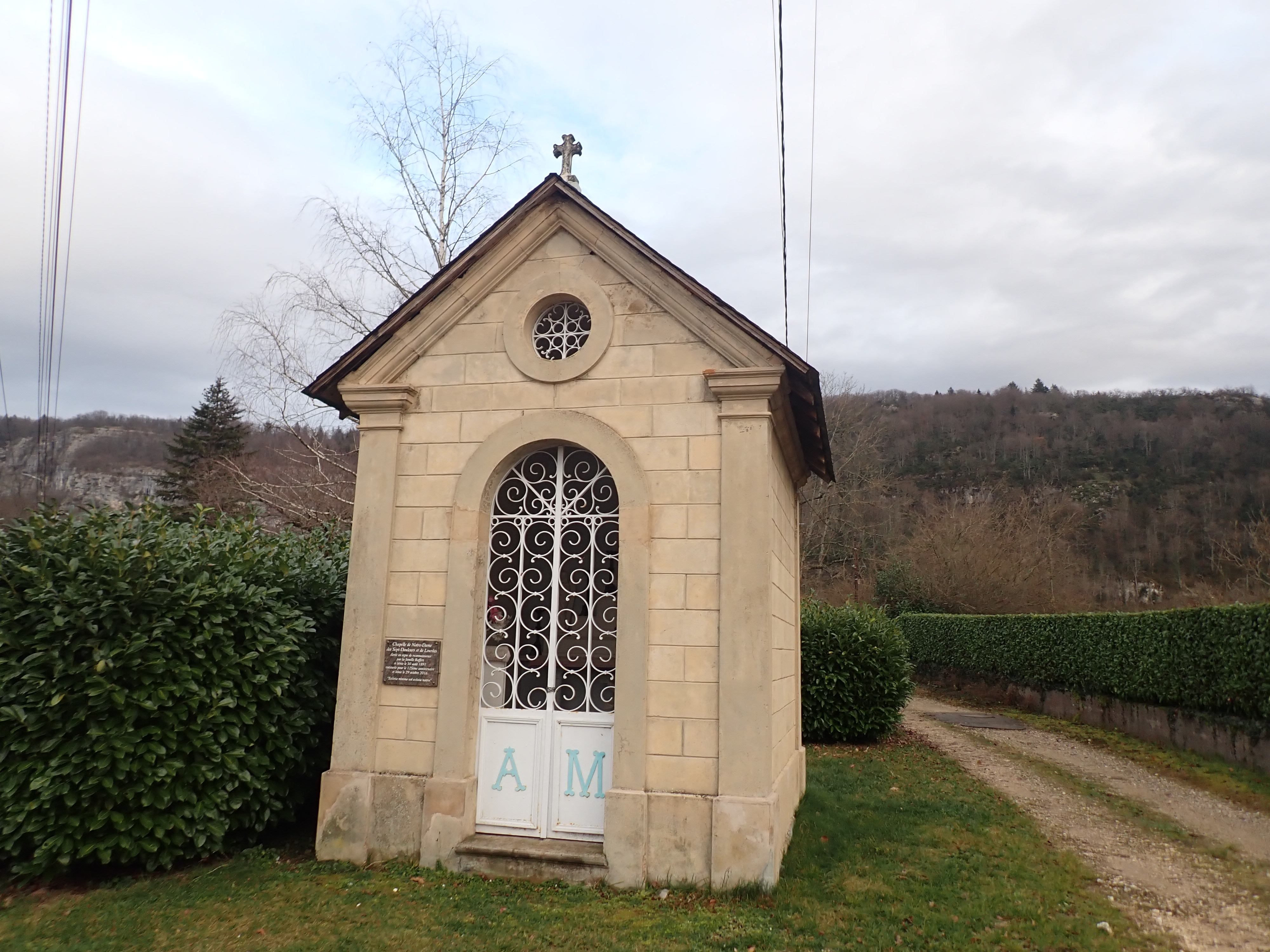
Kapelle Notre-Dame des Sept Douleurs
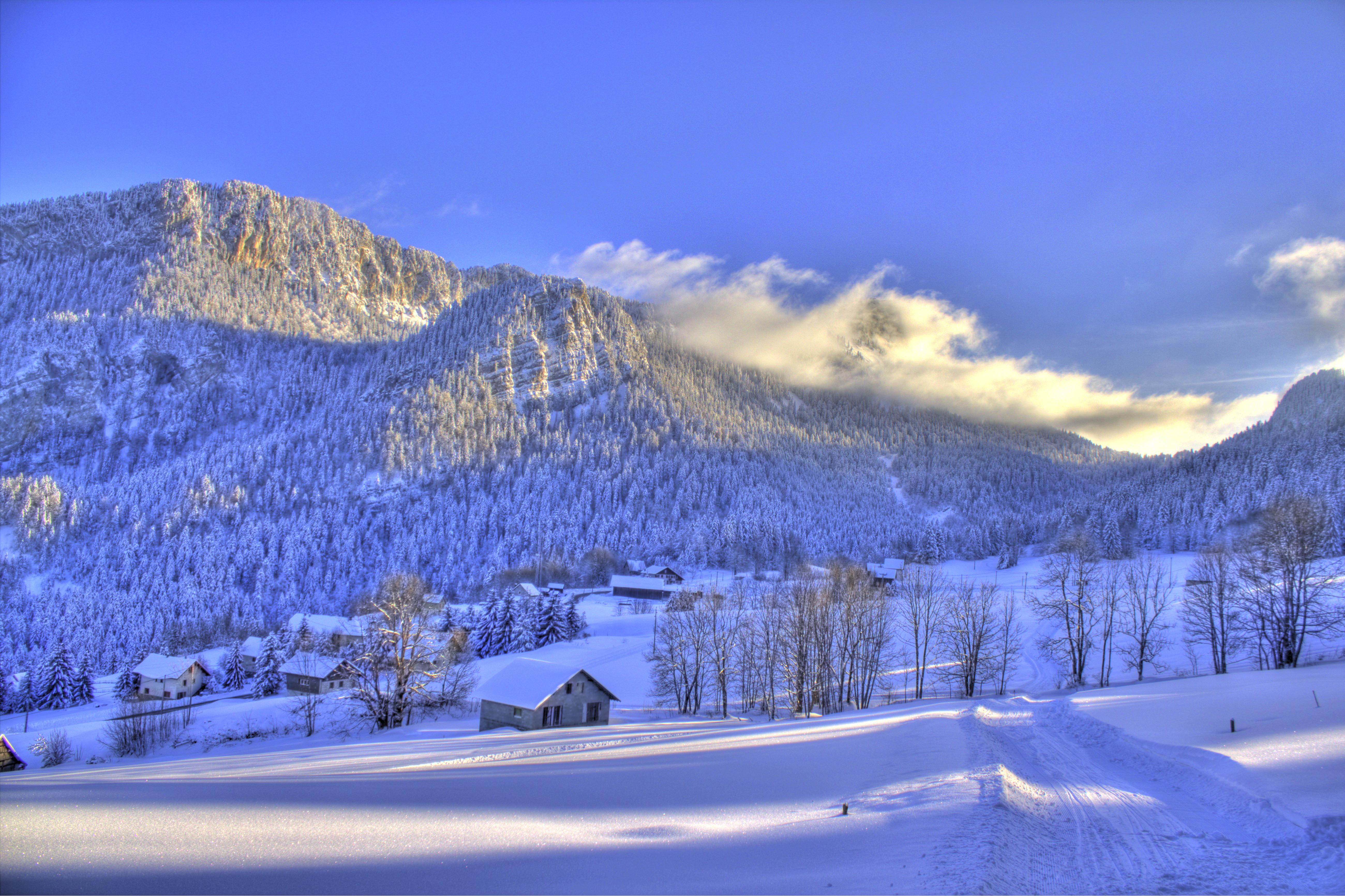
Skigebiet um La Ruchère
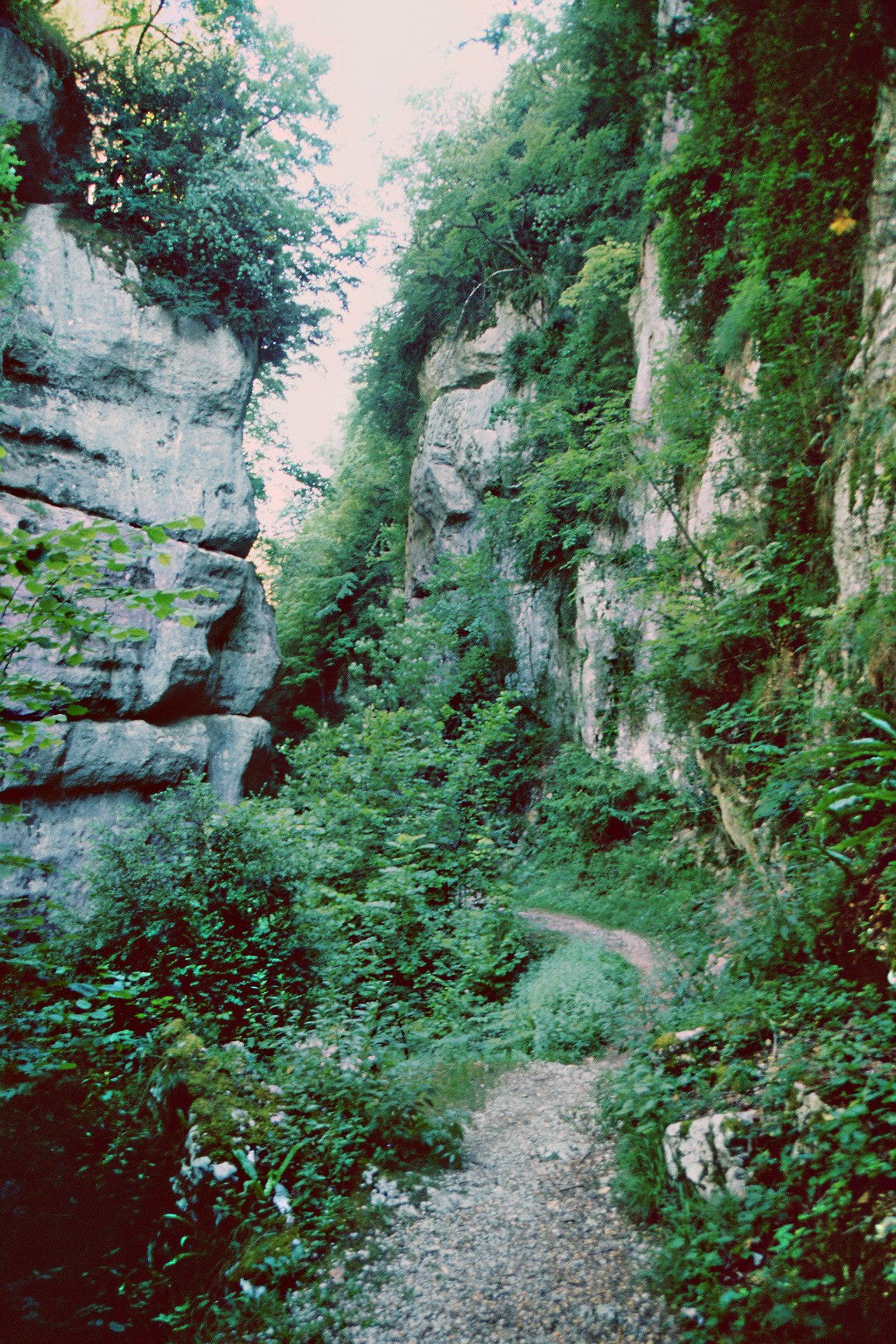
Guiers-Vif-Schlucht
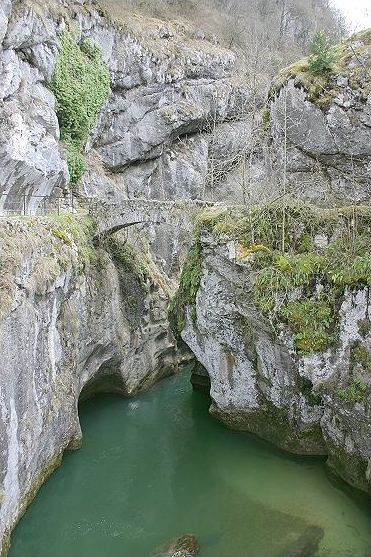
Brücke Saint-Martin über die Schlucht des Guiers Vif
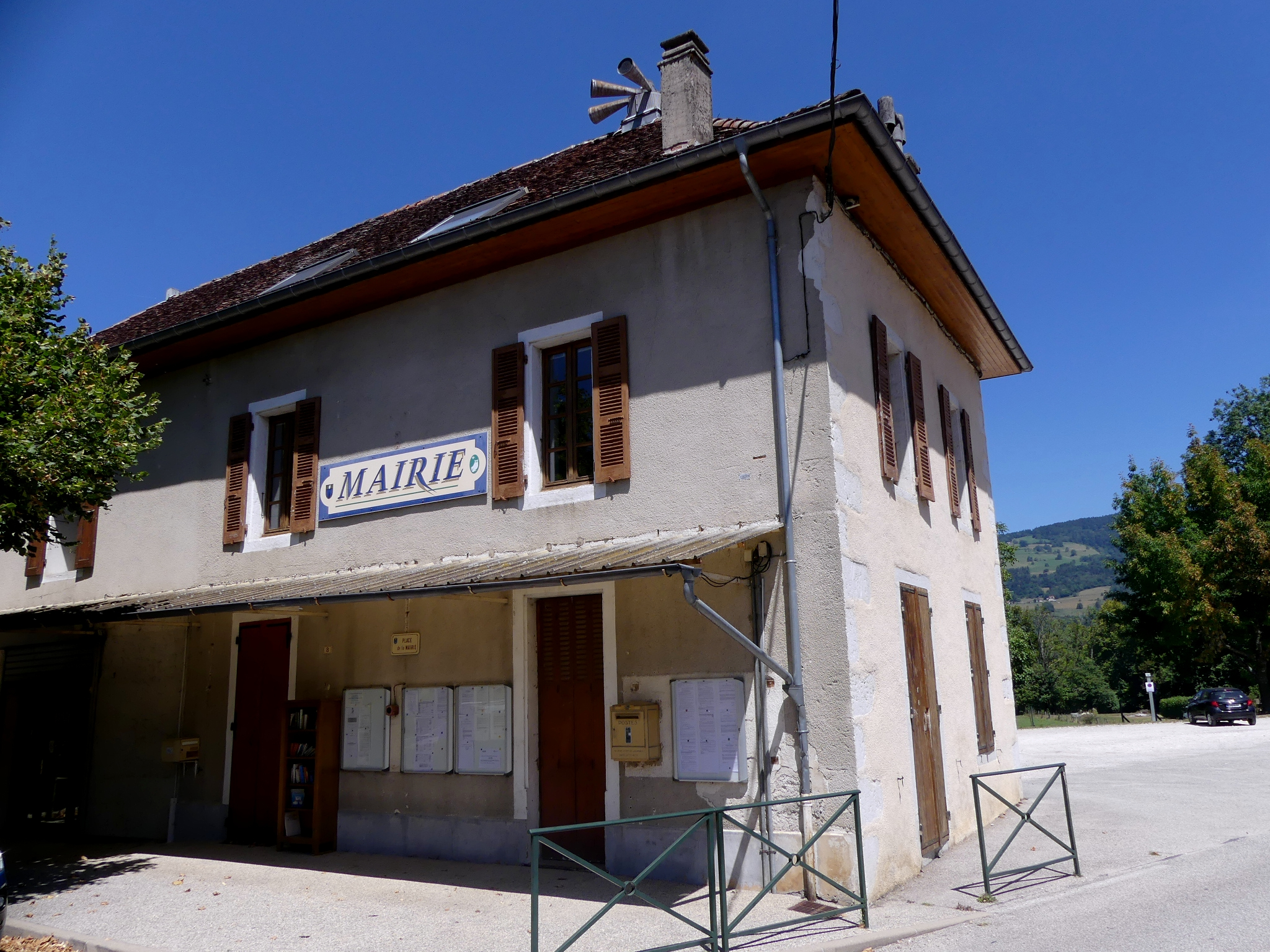
Rathaus (mairie)

- Brücke Saint-Martin

- Kirche Saint-Christophe
- Kapelle Notre-Dame des Sept Douleurs
- Skigebiet La Ruchère
- Guiers-Vif-Schlucht
- Brücke Saint-Martin über die Schlucht des Guiers Vif
- Rathaus (mairie)